# Хелленбройх, Хериберт
Хериберт Хелленбройх (нем. Heribert Hellenbroich, 1937—2014) — западногерманский государственный деятель, в 1983—1985 президент Федеральной службы по защите конституции Германии, в августе 1985 года — президент БНД.

## Биография
Родился в Кёльне, где окончил престижную гимназию Фридриха-Вильгельма, впоследствии изучал право и политические науки. С 1966 года работал в Федеральной службе защиты конституции Германии, в 1981 году был назначен её вице-президентом. а в апреле 1983 года возглавил её. Состоял в ХДС.
1 августа 1985 года Хелленбройх возглавил внешнеполитическую разведку ФРГ — БНД, но продержался на этом посту всего 4 недели. 15 августа бывший подчинённый Х.Хелленбройха в службе защиты конституции Ханс-Йоахим Тидге, курировавший в этом ведомстве одно из ключевых направлений — контрразведку против ГДР, сбежал в Восточный Берлин. В связи с разгоревшимся скандалом Х.Хелленбройх подал в отставку.
После отставки ушёл в бизнес, работал главой службы безопасности компании Industrie- und Handelsschutz во Франкфурте-на-Майне (в настоящее время — группа компаний WISAG).

## Публикации
- Гериберт Хелленбройх Экономический шпионаж — задача БНД?